# Mazarunia
Mazarunia es un género de pequeños peces de agua dulce de la familia Cichlidae en el orden de los Perciformes. Está integrado por 3 especies, las que son características del río Mazaruni, un tributario del río Esequibo en Guyana, en el norte de América del Sur. La especie que alcanza mayor longitud (Mazarunia charadrica) ronda los 8,5 cm de largo total.

## Especies
Este género se subdivide en 3 especies:
- Mazarunia charadrica López-Fernández, Taphorn & Liverpool, 2012
- Mazarunia mazarunii S. O. Kullander, 1990
- Mazarunia pala López-Fernández, Taphorn & Liverpool, 2012